# 伊西羅
伊西羅是剛果民主共和國的城市，也是上韋萊省的首府，位於該國東北部，受熱帶乾濕季氣候影響，主要經濟活動是種植咖啡，市內有機場設施，人口估計約150,000。

## 外部連結
- MSN Map[永久]